# Gullfoss

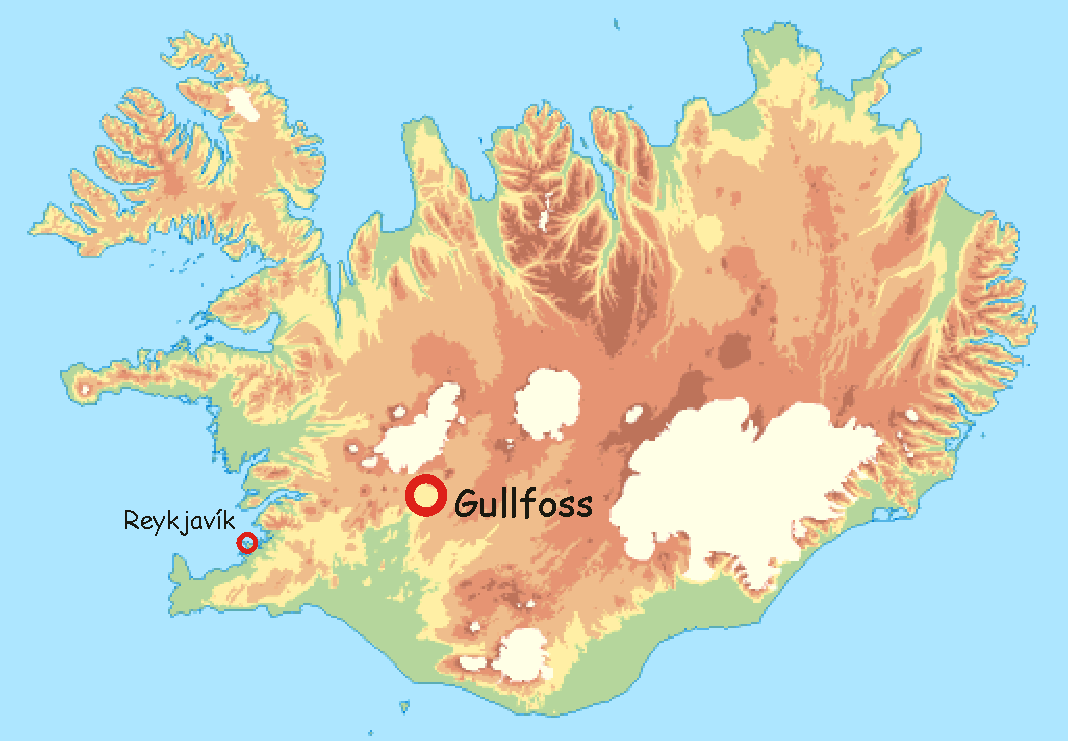
Vattenfallets läge

Gullfoss (svenska: Guldfallet) är ett vattenfall i älven Hvítá i Suðurland  i Island. Vattnet faller i två omgångar: först 11 meter och därefter 21 meter ner i en klyfta som är 20 meter bred och 2,5 kilometer lång.

## Sigríður Tómasdóttir och räddningen av Gullfoss
Att detta vattenfall fortfarande finns, kan bero på den insats som Sigríður Tómasdóttir från den närbelägna gården Brattholt gjorde 1920 för att förhindra byggandet av ett vattenkraftverk vid fallet. Ett brittiskt bolag hade arrenderat vattenfallet av hennes far för att anlägga en kraftverksdamm. Sigríður försökte med hjälp av advokaten Sveinn Björnsson, som senare blev Islands president, att stoppa utbyggnaden av Gullfoss genom att få arrendeavtalet upphävt av domstol. Trots att Sigríður hade använt sina besparingar på rättsprocessen, och till och med hotat med att begå självmord genom att hoppa ner i vattenfallet, förlorade hon målet. Innan byggandet av dammen kom igång, kunde kontraktet till slut hävas, på grund av det brittiska bolaget hade dröjt för länge med att betala arrendeavgiften. År 1940 förvärvade Sigríðurs adoptivson Gullfoss och senare sålde han fallet till den isländska staten. År 1979 blev Gullfoss och dess omgivningar naturreservat och fallet blev därmed skyddat mot exploatering.